# Ernst Haag
Ernst Haag (* 6. Februar 1932 in Trier; † 15. Juni 2017 ebenda) war deutscher Theologe und emeritierter Professor für Theologie der Theologischen Fakultät Trier.

## Leben
Nach dem Studium der Philosophie und Theologie in München, am Päpstlichen Bibelinstitut in Rom, der École Biblique in Jerusalem und in Trier beim Alttestamentler Hubert Junker, wurde er 1963 von der Theologischen Fakultät Trier promoviert. Bis zu seiner Habilitation 1968 war er dort als Dozent tätig und verwaltete den Lehrstuhl für Biblische Einleitungswissenschaften. Danach wurde er ordentlicher Professor und lehrte bis 2000, dem Jahr seiner Emeritierung, als Inhaber des Lehrstuhls für Exegese des Alten Testamentes.
Außer seiner Tätigkeit als Hochschullehrer, die auch Gastprofessuren in Saarbrücken, Jerusalem und Weilheim-Bierbronnen einschloss, übernahm er während seines Dienstes an der Theologischen Fakultät Trier das Amt des Rektors und war mehrmals Dekan. Er war Präsident der Arbeitsgemeinschaft der deutschsprachigen katholischen Alttestamentler, Mitglied im wissenschaftlichen Beirat und Diözesanvertreter des Katholischen Bibelwerkes. Als Schriftleiter prägte er die Trierer Theologische Zeitschrift, beteiligte sich als Fachberater an der dritten Auflage des LThK und war Gutachter bei der Deutschen Forschungsgemeinschaft.
Als Priester war er im Haus Maria Frieden der Borromäerinnen seit den 1960er-Jahren als Hausgeistlicher in der Alten- und Krankenseelsorge tätig.

## Werke (Auswahl)
- Norbert Lohfink (Hrsg.): Gewalt und Gewaltlosigkeit im Alten Testament : Vinzenz Hamp zur Vollendung seines 75. Lebensjahres. Herder, Freiburg im Breisgau; Basel; Wien 1983, ISBN 3-451-02096-3.
- Die Errettung Daniels aus der Löwengrube : Unters. zum Ursprung d. bibl. Danieltradition. Verlag Katholisches Bibelwerk, Stuttgart 1983, ISBN 3-460-04101-3, S. 135–139 (Literaturverzeichnis).
- Daniele. 1. ed. Morcelliana, Brescia 2000, ISBN 88-372-1761-7, S. 135–139 (italienisch: Trad. di Giulio Colombi. Literaturverzeichnis).
- Das Buch Judit. 1. Auflage. Patmos-Verl., Düsseldorf 1995, ISBN 3-491-77173-0.
- Studien zum Buche Judith : Seine theolog. Bedeutung u. literar. Eigenart. Paulinus-Verl., Trier 1963 (Dissertation).
- Vom Sabbat zum Sonntag : eine bibeltheologische Studie. Paulinus, Trier 1991, ISBN 3-7902-1280-6.